# Al Tucker
Albert Amos Tucker Jr. (ur. 24 lutego 1943 w Dayton, zm. 7 maja 2001 w Dayton) – amerykański koszykarz, występujący na pozycji skrzydłowego w ligach NBA oraz ABA.

## Osiągnięcia
College
- Mistrz NAIA (1966)[1][2]
- Finalista NAIA (1965, 1967)[2]
- 2-krotny MVP turnieju NAIA (1966, 1967)[1]
- Zaliczony do składów[1]:
  - All-American (1965–1967)
  - NAIA Tournament Team (1965–1967)
  - NAIA All-Time Tournament Team
- The Oklahoman's All-Century State College Basketball Team (1999)[2]
- 3-krotny lider strzelców turnieju NAIA (1965–1967)[1]

NBA
- Finalista NBA (1971)[3]
- Wybrany do I składu debiutantów NBA (1968)[4]

Reprezentacja
- Uczestnik mistrzostw świata (1967 – 4. miejsce)[5]